# Perspectiva (álbum)
Perspectiva es el título del sexto álbum de estudio grabado por el cantautor de salsa puertorriqueño Gilberto Santa Rosa, Fue lanzado al mercado bajo el sello discográfico Sony Discos el 15 de octubre de 1991. El álbum fue nominado a Álbum Tropical/Salsa del Año en los Premios Lo Nuestro de 1993.

## Lista de canciones
Esta información adaptada de Allmusic .

| Perspectiva |                        |                                |          |  |
| N.º         | Título                 | Escritor(es)                   | Duración |  |
| 1.          | «Conciencia»           | Omar Alfanno                   | 5:34     |  |
| 2.          | «Algo especial»        | Charlie Donato                 | 4:38     |  |
| 3.          | «Cosas nuevas»         | Jorge Luis Piloto              | 5:00     |  |
| 4.          | «Se supone»            | Ángel "Cucco" Peña y Guadalupe | 5:23     |  |
| 5.          | «Bomba de tiempo»      | Peña y Rossy                   | 5:11     |  |
| 6.          | «Vino tinto»           | Marisela Verena                | 4:54     |  |
| 7.          | «A quien...? A mi...?» | Omar Alfanno                   | 4:39     |  |
| 8.          | «Amor mío no te vayas» | Sarah González                 | 5:44     |  |
| 9.          | «Hasta que vuelvas»    | José Luis Piloto               | 5:12     |  |
| 10.         | «Sembrando para ti»    | Tosca                          | 4:25     |  |

## Rendimiento en listas
| Lista (1992)                         | Máxima posición |
| ------------------------------------ | --------------- |
| U.S. Billboard Tropical Salsa/Albums | 1               |

### Sucesión y posicionamiento
| Predecesor: Soy el mismo de Eddie Santiago         | U.S. Billboard Tropical/Salsa Albums — Álbum N°. 1 (Primera vuelta) 11 de enero de 1992 - 1 de mayo de 1992 | Sucesor: Una historia diferente de Luis Enrique |
| Predecesor: Una historia diferente de Luis Enrique | U.S. BillboardTropical/Salsa Albums — Álbum N°. 1 (Segunda vuelta) 16 de mayo de 1992 - 12 de junio de 1992 | Sucesor: The Mambo Kings de Varios artistas     |